# Klekl
Klekl je priimek v Sloveniji, ki ga je po podatkih Statističnega urada Republike Slovenije na dan 1. januarja 2010 uporabljalo 11 oseb.

## Znani nosilci priimka
- Jožef Klekl (politik) (1874—1948),  katoliški duhovnik in politik
- Jožef Klekl (duhovnik) (1879—1936), katoliški duhovnik, pisatelj